# Super Bowl VII
Der Super Bowl VII war der siebte Super Bowl der National Football League (NFL). Am 14. Januar 1973 standen sich die Washington Redskins und die Miami Dolphins im Los Angeles Memorial Coliseum in Los Angeles, Kalifornien, gegenüber. Sieger waren die Miami Dolphins bei einem Endstand von 14:7. Miamis Safety Jake Scott wurde zum Super Bowl MVP gewählt. Erst 2019 löste der Super Bowl LIII mit einem Endstand von 3:13 dieses Spiel als punktärmsten Superbowl ab.

## Hintergrund
Obwohl sich Starting-Quarterback Bob Griese nach einem Monat am Knöchel verletzt hatte und von Earl Morrall vertreten wurde, hatten die Miami Dolphins in dieser Saison bisher alle Spiele gewonnen. Im AFC-Finale lagen die Dolphins gegen die Steelers hinten, Griese kam wieder als Spielmacher zum Einsatz und die Dolphins gewannen 21–17, allerdings eher durch ihre gute Abwehr. Daher wurden die Redskins schwach favorisiert. Diese hatten mit 11–3 ihre bislang beste Saison gespielt, dabei nach Sicherung ihres Divisionsiegs im Dezember zwei eher bedeutungslose Spiele verloren, in der Finalrunde jedoch gegen Packers 16–3 und Cowboys 26–3 überzeugend gewonnen ohne Touchdowns zuzulassen. Don Shula, der damalige Cheftrainer der Dolphins, konnte sich vor dem Spiel nicht entscheiden welchen Quarterback er in der Startformation einsetzen solle, letztendlich entschied er sich für Bob Griese, der die Dolphins zum 14–7 führte. Diese Saison ist bis heute die einzige Perfect Season, lediglich 2007 konnten die New England Patriots ungeschlagen in einen Superbowl einziehen, mussten am Ende jedoch eine Statistik von 18–1 verbuchen, da sie im Super Bowl XLII gegen die New York Giants verloren haben. Zur Erinnerung wurde Super Bowl VII am Tag vor Super Bowl XLII nochmal auf dem NFL-eigenen Fernsehsender übertragen.

## Spielverlauf
Die Spielstärke der Mannschaften war relativ ausgeglichen und es fiel den Teams schwer weiter ins Spielfeld zu kommen, da beide Defenses sehr gut waren. Die Dolphins konnten im ersten Viertel durch einen 27-Yard-Pass, und im zweiten Viertel durch einen Lauf je einen Touchdown erreichen. Zwei Minuten vor Schluss versuchten die Dolphins einen 42-Yards-Field Goal, der Kick durch Garo Yepremian wurde aber geblockt. Yepremian fing den freien Football, doch anstelle sich tackeln zu lassen und ein Turnover on Downs hinzunehmen, versuchte er einen hastigen Wurf, der wiederum geblockt und von Redskins-Cornerback Mike Bass zu einem Touchdown verwertet wurde. Washingtons Comeback kam aber zu spät, es blieb beim 14:7.

## Schiedsrichter
Hauptschiedsrichter des Spiels war Tommy Bell. Er wurde unterstützt vom Umpire Lou Palazzi, Head Linesman Tony Veteri, Line Judge Bruce Alford, Field Judge Tony Skover und Back Judge Tom Kelleher.